# Dorothy Tennant (Malerin)

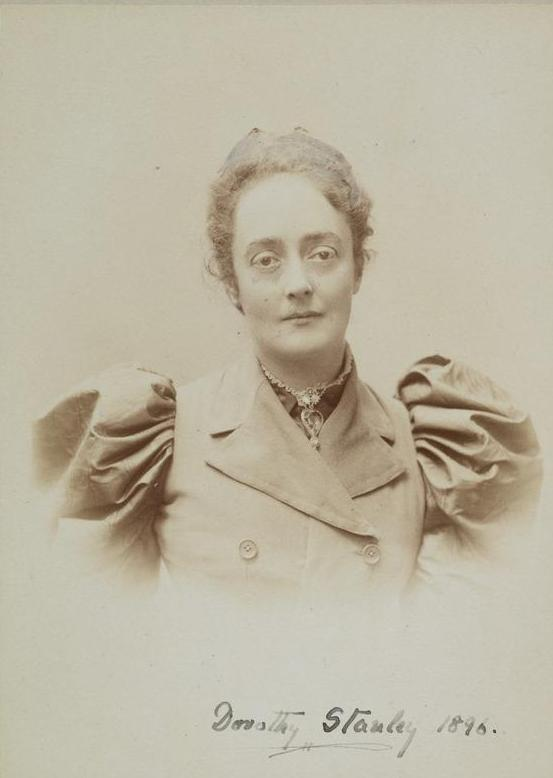
Dorothy Tennant (1896)

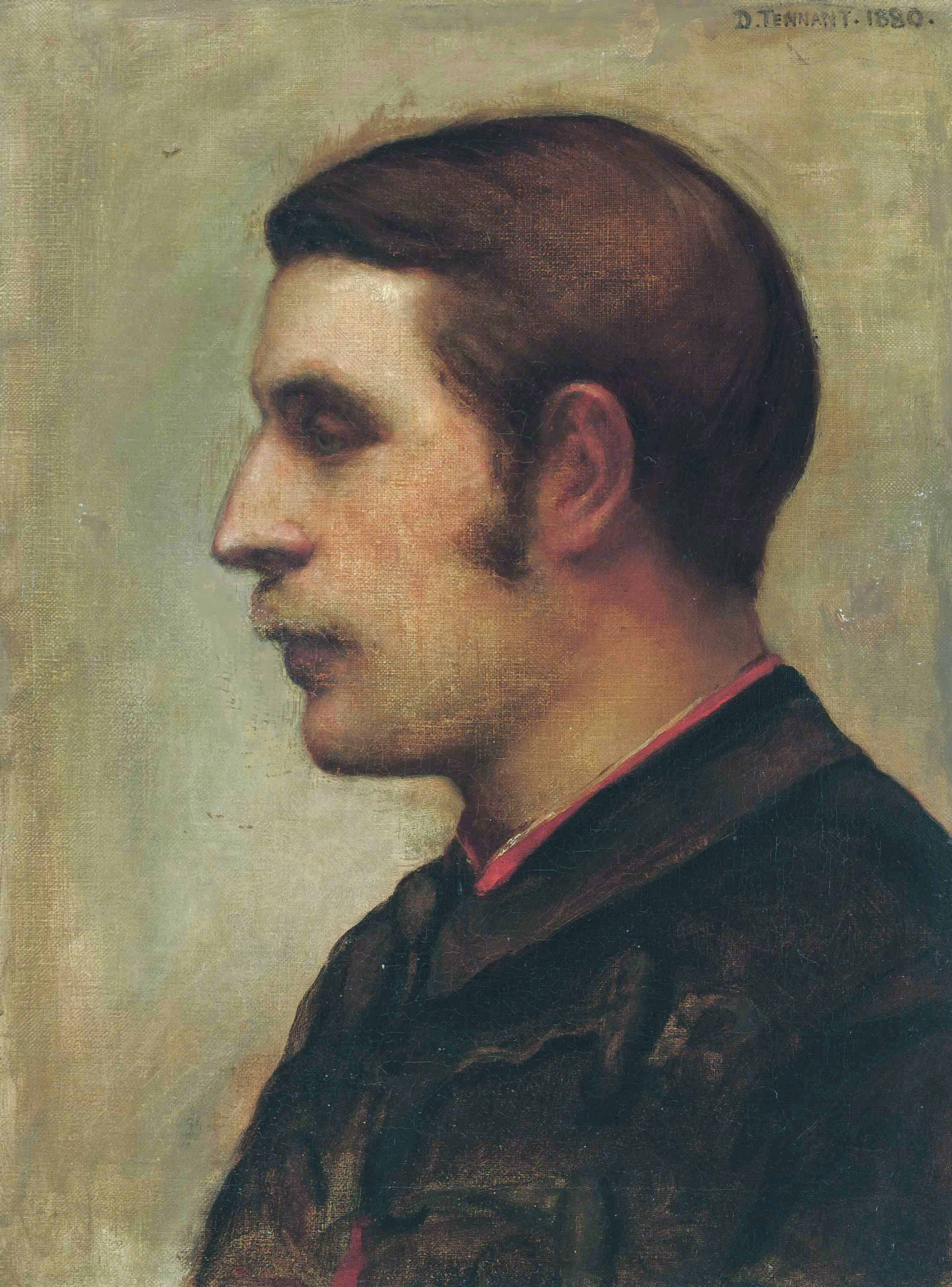
Henry Morton Stanley. Porträt von Dorothy Tennant (1880)

Dorothy Tennant, auch Dorothy, Lady Stanley, Mrs. H. M. Stanley, Mrs. Henry Curtis (* 22. März 1855 in London; † 5. Oktober 1926), war eine britische Malerin des viktorianischen Neoklassizismus. Sie war in erster Ehe mit dem Afrikaforscher Sir Henry Morton Stanley verheiratet.

## Biographie
Dorothy Tennant war eine Tochter von Gertrude Barbara Rich Collier (1819–1918) und des vermögenden Landbesitzers und Politikers Charles Tennant (1796–1873). Ihre Schwester war die Fotografin Eveleen Myers. Die Mutter hatte die ersten 24 Jahre ihres Lebens in Frankreich verbracht und war mit Gustave Flaubert, Léon Gambetta und anderen französischen Intellektuellen befreundet. Ihr Salon wurde von führenden Mitgliedern der Londoner Gesellschaft frequentiert. Dorothy Tennant und ihre Schwester, beide „gefeierte Schönheiten“, nahmen aktiv an dem gesellschaftlichen Leben der Mutter teil.
Dorothy Tennant studierte Malerei bei Edward Poynter an der Slade School of Fine Art in London und bei Jean-Jacques Henner in Paris. Ab 1886 stellte sie ihre Werke in London aus, in der Royal Academy und anschließend in der New Gallery und der Grosvenor Gallery. Außerhalb Londons waren ihre Bilder in der Fine Art Society in Glasgow sowie in den Herbstausstellungen zu sehen, die in Liverpool und Manchester ausgerichtet wurden. Der Zeitungsmagnat Joseph Pulitzer erwarb ihr Porträt des französischen Präsidenten Léon Gambetta. Auf der anderen Seite spezialisierte sie sich auf das Malen von Straßenkindern, Bettlern und Straßenverkäufern in London und veröffentlichte diese Zeichnungen in Büchern, darunter London Street Arabs (1890).
1885 lernte Dorothy Tennant den Journalisten und Afrikaforscher Henry Morton Stanley kennen, als dieser ihr für ein Porträt saß. Über ein Jahr lang umwarb er die 34-jährige, die sich noch ihr Schlafzimmer mit der Mutter teilte und sich mit „Männern genau so schwer tat wie er mit Frauen“. Zwei Mal lehnte sie Heiratsanträge von ihm ab. Während Stanley sich erneut auf Expedition befand, änderte sie ihre Meinung und schrieb ihm eifrig Briefe. 1890 heirateten Stanley und Dorothy Tennant in Westminster Abbey. Stanley bestand darauf, dass sein junger Assistent ihn und seine Frau auf den Flitterwochen in die Schweiz begleitete. Aus dieser Zeit erhaltene Tagebuchpassagen wurden teilweise geschwärzt, vermutlich von seiner Frau nach seinem Tod. Seit ihr Gatte 1899 zum Knight geschlagen worden war, führte sie die Anrede Lady Stanley.
Es gibt Vermutungen, dass Stanley homosexuell war und die Ehe vermutlich nie vollzogen wurde, weshalb sie auch kinderlos blieb. Stattdessen adoptierten die Eheleute 1896 einen Sohn, Denzil Morton Stanley.
Nach dem Tod von Stanley im Jahre 1904 ging sie 1907 mit dem Mediziner Henry Jones Curtis eine zweite Ehe ein. 1909 gab sie die Autobiografie ihres verstorbenen Mannes Henry Morton Stanley heraus und soll dabei alle Hinweise auf andere Frauen in dessen Leben entfernt haben.

## Galerie

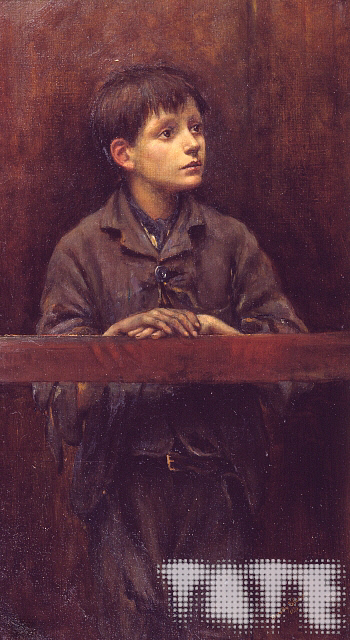
His First Offence (1896)
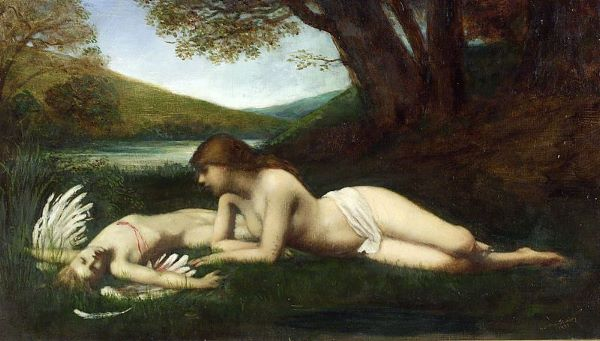
L’Amour Blessé  (1895)
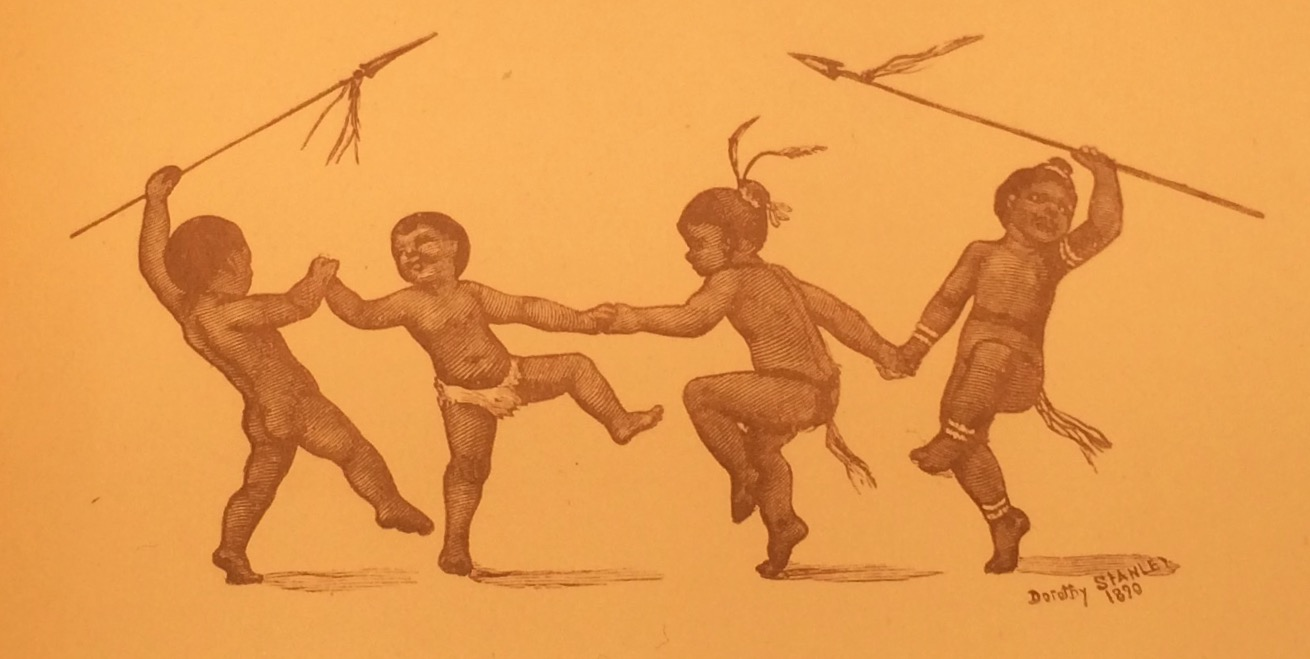
Deckblatt von Emin Pasha and the Rebellion at the Equator (1890)
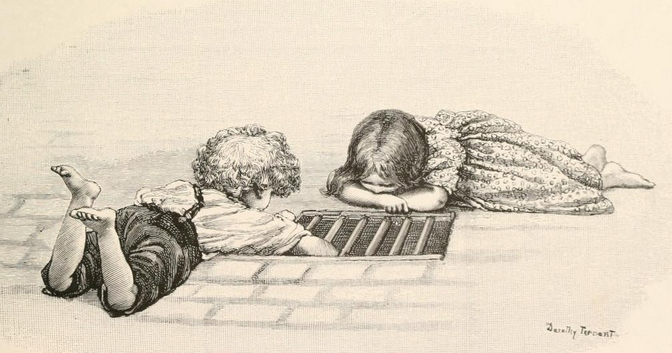
Illustration aus dem Buch London Arabs (1890)
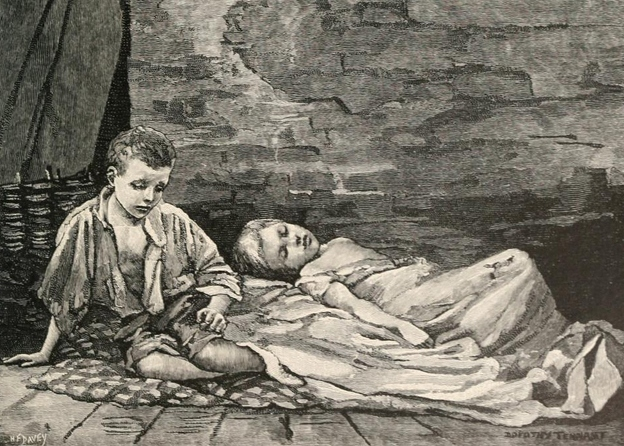
Illustration aus dem Buch London Arabs (1890)

## Publikationen
- London Street Arabs (London: Cassell & Co., 1890); archive.org